# Sarah Palin
Sarah Louise Palin, nata Heath (Sandpoint, 11 febbraio 1964), è una politica statunitense, governatrice dell'Alaska dal 2006 al 2009 ed in precedenza sindaca di Wasilla dal 1996 al 2002. Palin è membro del Partito Repubblicano ed è stata la candidata Vicepresidente degli Stati Uniti d'America insieme al candidato presidenziale John McCain alle elezioni presidenziali del 2008, diventando la prima donna a far parte di un ticket repubblicano. Ideologicamente, Palin è una repubblicana estremamente conservatrice, ed è inoltre diventata una leader del movimento ultraconservatore Tea Party, di cui è considerata una degli esponenti più rilevanti.

## Biografia e famiglia

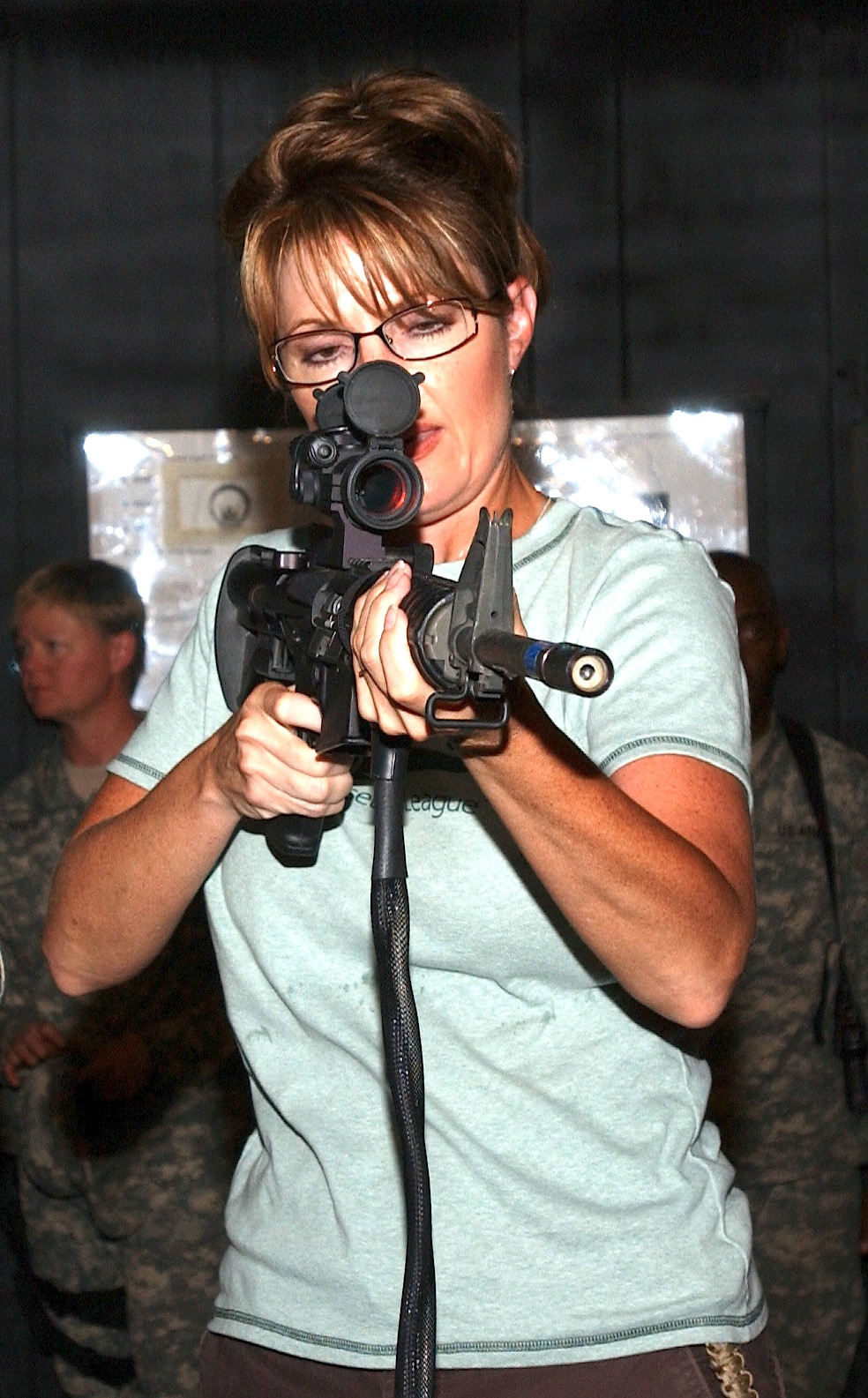
Palin mentre prova un M4A1 al Camp Buehring in Kuwait

Sarah Heath è nata a Sandpoint, in Idaho, da Charles, insegnante, e Sheeran Heath, segretaria. Pochi mesi dopo la sua nascita la famiglia si trasferì a Skagway, nel 1969 a Eagle River ed infine nel 1972 a Wasilla dove si è diplomata alla Wasilla High School. Alle scuole superiori ricevette il soprannome di "barracuda", con cui viene chiamata tuttora. Nel 1984 si classificò seconda nel concorso di bellezza per Miss Alaska. Nel 1987 conseguì al North Idaho College un diploma in scienze politiche. Fu inizialmente una giornalista sportiva per l'emittente KTUU di Anchorage, lavorando nel contempo per una compagnia petrolifera.
È stata sposata dal 1988 al 2020 con Todd Palin, del quale ha continuato a portare il cognome dopo la separazione e con il quale ha avuto cinque figli: Track, Bristol, Willow, Piper e Trig Paxson Van Palin (quest'ultimo affetto da Sindrome di Down). Nel 2008 è diventata nonna. Nel corso degli anni il sistema mediatico ha costruito su di lei un'immagine piena di stereotipi: una donna che caccia, mangia hamburger di alce, pesca nel ghiaccio, guida motoslitte, pratica sport, sostiene l'uso delle armi da fuoco, è madre e moglie. Secondo alcuni, però, un'intervista del 2010 mette fortemente in dubbio questa sua rappresentazione di persona forte ed intraprendente, facendo trasparire anche tratti caratteriali problematici, quali aggressività, vendicatività e tendenza ad abusare dei propri poteri.
Nel dicembre 2010 la Palin mostrò nel suo spettacolo televisivo un filmato, che la vedeva protagonista, in cui sparava e uccideva un caribù. La condanna delle associazioni ambientaliste e dell'opinione pubblica fu immediata e decisa. Nelle intenzioni della Palin il filmato mostrava la sua prodezza nella caccia e la sua figura di donna decisa: il filmato, infatti, si conclude con la Palin che sgozzava l'animale.

## Esperienza politica

### Sindaca di Wasilla
Dal 1992 al 1996 la Palin fu per due mandati membro del Consiglio comunale di Wasilla, una piccola cittadina di 10.000 abitanti. Nel 1996 la Palin sfidò il sindaco in carica John Stein, vincendo le elezioni. Il sindaco uscente e lo sceriffo tentarono poi di organizzare una campagna di revoca, senza successo. Nel 1999 la Palin si candidò per un secondo mandato, venendo riconfermata, e fu eletta presidente della Conferenza dei sindaci dell'Alaska. Nel 2010 il periodico Vanity Fair pubblicò un'inchiesta che documentava gli abusi di potere della Palin durante il suo mandato di sindaco; ciò indusse un'impiegata comunale a licenziarsi e a ricorrere a cure psichiatriche.

### La mancata candidatura a vice-governatrice
Nel 2002 Sarah Palin si candidò alle primarie per essere eletta vice governatrice dell'Alaska, ma venne sconfitta da Loren Leman in una corsa a quattro. Il vincitore dell'elezione a governatore, Frank Murkowski, era senatore del Congresso e dovette quindi dare le dimissioni dal Senato a metà mandato per assumere la carica di governatore; in base alla costituzione dell'Alaska doveva nominare lui stesso la persona che gli sarebbe succeduta come senatore. Sarah Palin fu presa in considerazione per la nomina, ma Murkowski decise di scegliere sua figlia, Lisa Murkowski, allora deputata al parlamento dell'Alaska.
Il governatore Murkowski nominò Sarah Palin a capo della Alaska Oil and Gas Conservation Commission, dove lei restò dal 2003 al 2004 ricoprendo anche il ruolo di Ethics Supervisor ("supervisora etica"). Palin diede le dimissioni nel gennaio 2004, adducendo la mancanza di etica da parte di alcuni membri del suo stesso partito dopo che le sue proteste in merito a violazioni della legge e conflitti d'interesse erano state ignorate. In seguito alle dimissioni, Palin denunciò il presidente del Partito Repubblicano, Randy Ruedrich, uno dei commissari della Alaska Oil and Gas Conservation Commission, accusandolo di lavorare per il partito nel tempo libero e di lavorare inoltre in stretta collaborazione con la società che avrebbe dovuto regolamentare. Palin denunciò anche l'ex Attorney General (Procuratore Generale) dell'Alaska Gregg Renkes: entrambi diedero le dimissioni e Ruedrich pagò una multa record di 12.000 dollari.
Dal 2003 al giugno 2005 Sarah Palin fu una delle tre amministratrici del Ted Stevens Excellence in Public Service, Inc., un'organizzazione pubblica (527 Group) per la formazione politica di donne repubblicane in Alaska.

### Governatrice dell'Alaska

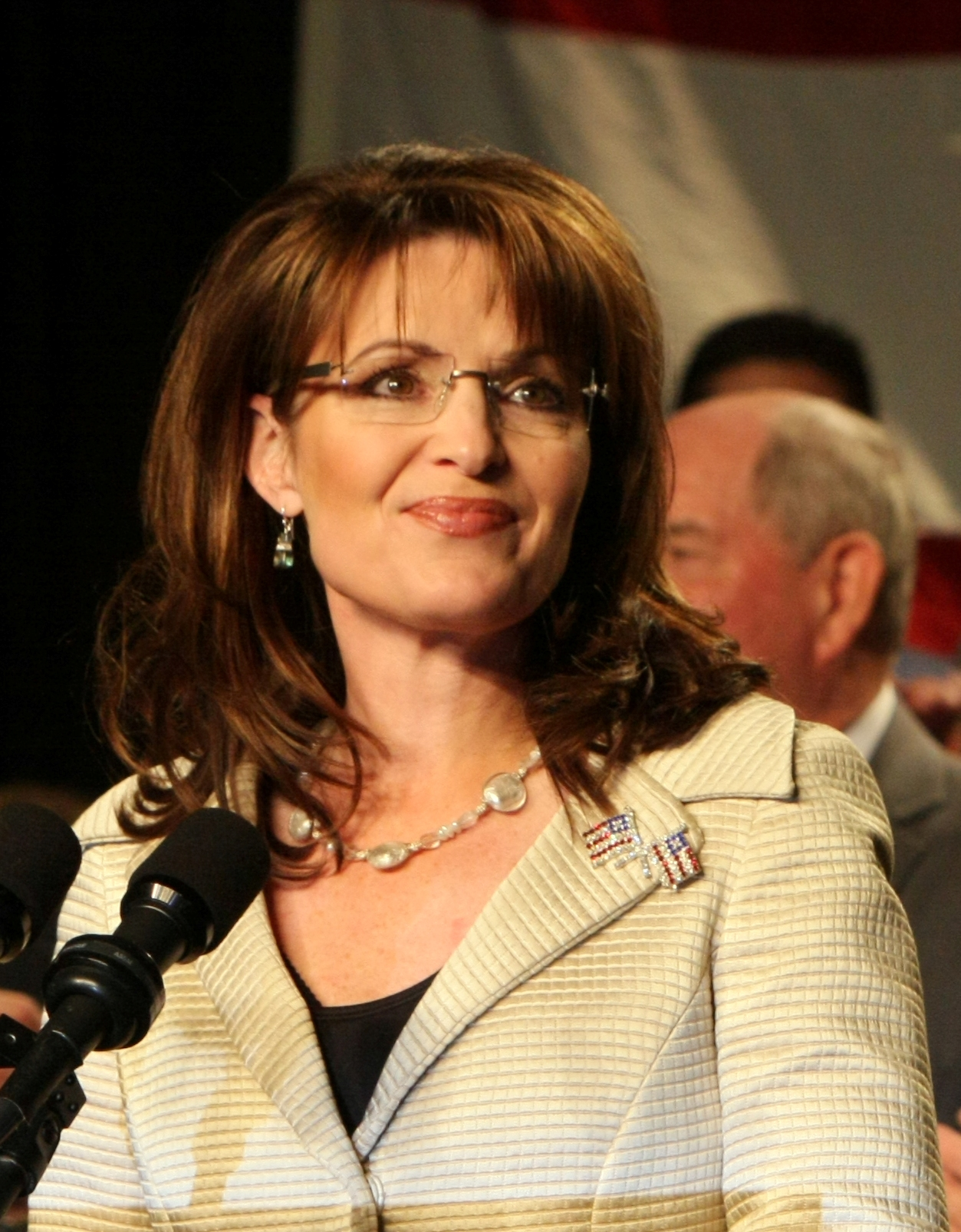
Sarah Palin nel 2008

Nel 2006 Sarah Palin si candidò alle elezioni come governatrice dell'Alaska, con una campagna fondata su un governo pulito. Alle primarie repubblicane riportò una vittoria contro l'allora governatore Murkowski. Vinse poi le elezioni generali nel novembre 2006, sconfiggendo l'ex governatore Tony Knowles con una piattaforma programmatica che metteva al centro della sua futura amministrazione istruzione, sicurezza pubblica e trasporti.
Il 4 dicembre 2006 Sarah Palin divenne così, a 42 anni, la prima donna a ricoprire la carica di governatrice dell'Alaska, e la più giovane tra i governatori nella storia dello stato.
Fu la prima governatrice dell'Alaska a non celebrare la cerimonia di inaugurazione a Juneau, scegliendo invece Fairbanks.
Promosse inoltre una legislazione etica e tagliò progetti cosiddetti “Pork Barrel” o “earmarks” (finanziati con stanziamenti di fondi ottenuti con intrighi o favori politici) per quasi 500 milioni di dollari, tramite lo strumento del veto della governatrice. In particolare, ha messo fine al cosiddetto “Bridge to Nowhere” (ponte verso il nulla) che era diventato un simbolo nazionale di spreco, dichiarando: “L'Alaska deve essere autosufficiente, invece di dipendere dai dollari federali come fa ora”.

### La candidatura a vice-presidente degli Stati Uniti

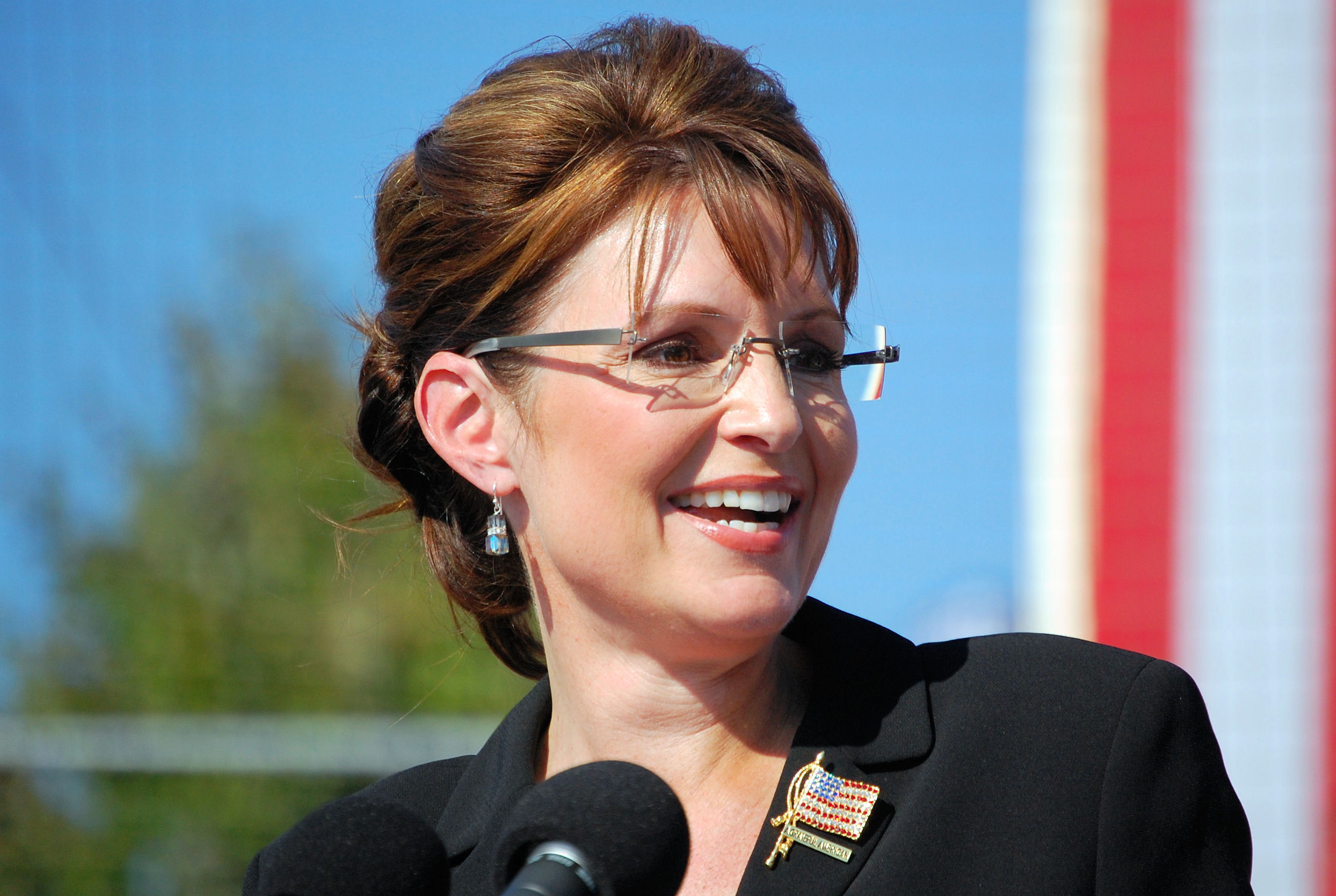
Sarah Palin durante un comizio elettorale

Il 29 agosto 2008 Sarah Palin venne annunciata dal candidato repubblicano alla presidenza John McCain come candidata vicepresidente nel ticket presidenziale.
L'annuncio sorprese gli osservatori e l'intera stampa, che non aveva considerato il nome di Sarah Palin nella lista dei candidati possibili.
Sarah Palin fu la prima candidata donna alla vice presidenza per il Partito Repubblicano e la seconda donna candidata alla seconda più alta carica statale nella storia degli Stati Uniti dopo Geraldine Ferraro (candidata nel 1984 nel ticket democratico di Walter Mondale, che fu pesantemente sconfitto da quello repubblicano composto da Ronald Reagan e George H. W. Bush).
Il 3 settembre 2008 Sarah Palin pronunciò il discorso (scritto da Matthew Scully) di accettazione della candidatura al congresso del Partito Repubblicano.
Dopo la sua candidatura a vice-presidente, Sarah Palin si espresse in modo molto critico verso il candidato democratico alla Casa Bianca, Barack Obama.
Molti analisti osservarono che la governatrice Palin, avendo pochissima esperienza in campo internazionale (prima di diventare governatrice non si era mai occupata di affari esterni agli USA), non sarebbe stata all'altezza di svolgere adeguatamente il compito di vice-presidente degli Stati Uniti. L'improbabilità di Palin in veste di vice-presidente della superpotenza americana fu ripresa varie volte dagli stand-up comedian statunitensi e fu dimostrata ampiamente dai risultati elettorali, in quanto alle elezioni presidenziali del 4 novembre 2008 McCain e Palin furono ampiamente sconfitti, conquistando solamente 173 grandi elettori contro i 365 ottenuti dal ticket democratico composto dal candidato presidente Barack Obama e dal suo vice Joe Biden.
Dopo la sconfitta alle presidenziali e terminata la legislatura da governatrice dell'Alaska nel luglio 2009, divenne una leader del movimento ultra-conservatore Tea Party.

### Il Movimento Tea Party
Il 6 febbraio 2010 Palin è stata la relatrice principale alla prima convention del Tea Party a Nashville, nel Tennessee. Palin ha detto che il movimento Tea Party è "il futuro della politica in America". Ha criticato Obama per l'aumento dei disavanzi e per aver "chiesto scusa per l'America" nei discorsi in altri paesi. Palin ha detto che Obama era debole sulla "guerra al terrore" per aver permesso al cosiddetto bombardiere di Natale di salire a bordo di un aereo diretto negli Stati Uniti. 

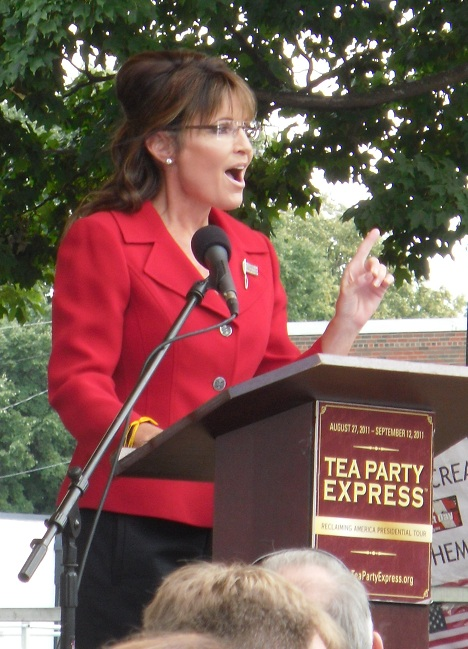
Palin ad un raduno della Festa del Lavoro sponsorizzato dal Tea Party Express a Manchester, New Hampshire, nel 2011

Nel 2011, Palin è stata la relatrice principale a un raduno annuale del Tea Party della giornata fiscale al Wisconsin State Capitol a Madison sponsorizzato da Americans for Prosperity, un gruppo di difesa politica conservatore con sede ad Arlington, in Virginia, e oratrice di primo piano a un "Tè Raduno" del Party Express a Manchester (New Hampshire), durante il quale Palin ha esortato i membri del movimento Tea Party a evitare litigi interni con i repubblicani dell'establishment. 
A metà del 2010, Palin si è posizionata come una paladina delle donne repubblicane conservatrici, chiedendo "un'intera fuga precipitosa di elefanti rosa" nelle elezioni di medio termine del 2010. Ha appoggiato un certo numero di candidate repubblicane alle elezioni primarie, tra cui Karen Handel, che ha cercato senza successo la nomina repubblicana a governatrice della Georgia nelle elezioni del 2010. Ryan Rudominer, portavoce dell'operazione della campagna democratica della Camera, ha definito il suo coinvolgimento in varie campagne della Camera degli Stati Uniti una "cosa grandiosa su tutta la linea". Ha parlato a una raccolta fondi nel maggio 2010 per la Susan B. Anthony List, un gruppo di difesa politica anti-aborto e comitato di azione politica che sostiene le donne pro-vita in politica, in cui ha coniato il termine "mama grizzly ". Palin ha approvato Nikki Haley per la nomina repubblicana a governatrice della Carolina del Sud tre settimane prima delle elezioni. Al momento dell'approvazione, Haley era l'ultimo in un sondaggio tra i repubblicani; ha finito per vincere la nomination e le elezioni generali.
Nei mesi precedenti le elezioni del novembre 2010, Palin ha appoggiato 64 candidati repubblicani ed è stata una significativa risorsa di raccolta fondi per coloro per cui ha fatto una campagna durante la stagione delle primarie. Secondo Politico, i criteri di Palin per approvare i candidati erano se avessero il sostegno del movimento Tea Party e il sostegno della Susan B. Anthony List.
L'influenza di Palin sulle primarie, tuttavia, ha ulteriormente aumentato la speculazione sul fatto che avrebbe cercato di essere la candidata alla presidenza del partito nel 2012, tanto che esperti politici come David Frum e Jonathan Chait avevano l'avevano indicata come favorita.

### Il sostegno a Trump
Il 20 gennaio 2016, a sorpresa, diede il suo appoggio ufficiale al miliardario newyorkese Donald Trump accompagnandolo in un comizio nell'Iowa in vista del primo caucus che diede il via alle elezioni primarie repubblicane del 2016. Il suo sostegno a Trump, che poi sarebbe divenuto presidente, fu definito sorprendente, in quanto si riteneva avrebbe appoggiato il senatore ultra-conservatore evangelico del Texas Ted Cruz, fervente cofondatore del Tea Party, di cui Palin è tra i maggiori esponenti. Tuttavia lo stile politicamente scorretto e le proposte radicali in tema di immigrazione, armi e diritti civili sono perfettamente compatibili con quelle di Trump invise a tutto l'apparato del repubblicanesimo moderato. Essendo la prima personalità importante, seppur invisa all'apparato ufficiale, Palin fu il primo pezzo da novanta del GOP ad accreditare il candidato repubblicano Trump come possibile futuro presidente affermando che sarà l'unico in grado "di dare un calcio all'ISIS" aprendo allo stesso tempo la possibilità di una sua nuova nomina come vice-presidente come nel 2008 quando fu indicata da John McCain dopo anni di marginalizzazione politica.
Nel corso delle elezioni primarie, l'effetto-Palin per trascinare verso Trump l'elettorato femminile (al quale il magnate newyorkese era inviso per le battute sessiste che esso aveva proferito) ma soprattutto ultra-conservatore, a discapito proprio di Cruz, secondo nei sondaggi nazionali, non si verificò. Nel dicembre 2016, dopo la vittoria alle presidenziali di Trump, chiuse "Sarah PAC", il comitato di azione politica lanciato da Palin nel 2009.

### La nuova candidatura alla Camera
Nell'aprile 2022 annunciò la sua candidatura alla Camera dei Rappresentanti degli Stati Uniti per lo stato dell'Alaska, servito anni prima in qualità di governatrice, in seguito al decesso del deputato repubblicano in carica Don Young, ma venne sconfitta dalla candidata democratica Mary Peltola, la prima nativa americana ad essere eletta in Alaska, che diventa la seconda donna a rappresentare l’Alaska in una carica politica nazionale dopo la senatrice Lisa Murkowski. Si ricandidò alla Camera dei Rappresentanti per l'Alaska con il partito repubblicano in occasione delle elezioni del novembre 2022, ma anche in questa occasione venne sconfitta dalla Peltola.

## Posizioni politiche

### Politica anti-ecologista e risorse energetiche
L'agenda politica di Sarah Palin è molto controversa sul fronte della politica energetica, nei confronti delle grandi compagnie petrolifere: pur esponendo in passato alcune idee contro le compagnie petrolifere negli ultimi anni è diventata una delle più ferme sostenitrici alla creazione di nuove trivellazioni e la creazione di un nuovo oleodotto arrivando ad affermare che bisogna pregare per la sua costruzione in quanto espressa volontà di Dio. Durante la campagna elettorale presidenziale del 2008 diffuse la notizia di auspicare leggi per inasprire le tasse ai petrolieri e di aver agito contro la compagnia ExxonMobil ma tutte queste informazioni furono in seguito smentite. Sarah Palin infatti promosse fortemente lo sviluppo delle risorse di petrolio e gas naturale dell'Alaska, incluso il suolo dell'Arctic National Wildlife Refuge una delle riserve naturali più importanti del Nord America, suscitando una dura critica a livello nazionale.
Poco dopo la sua nomina, Sarah Palin revocò trentacinque delle nomine effettuate da Murkowski nelle ultime ore della sua amministrazione, inclusa quella del suo precedente capo del personale, Jim Clark, alla Alaska Natural Gas Development Authority. Clark successivamente si dichiarò colpevole dell'imputazione giudiziaria del reato di conspiracy (accordo diretto al compimento di un illecito) per l'utilizzo di un dono di denaro illegale da parte di Veco Corporation, una società di servizi per giacimenti petroliferi poi liquidata, per il pagamento di attività nella campagna di rielezione di Frank Murkowski.
Nel marzo 2007 Sarah Palin presentò l'Alaska Gasline Inducement Act (AGIA), un nuovo strumento legale per costruire un gasdotto dal North Slope dell'Alaska, in base a cui le società partecipanti alla gara di appalto avrebbero dovuto garantire le fasi di costruzione e presentare una candidatura ritenuta compatibile con l'esplorazione di nuove fonti energetiche. Solo un legislatore, il repubblicano Ralph Samuels, votò contro la misura e in giugno Sarah Palin la convertì in legge. Il 5 gennaio 2008 Sarah Palin annunciò che la TransCanada Alaska Corporation LLC risultò la sola candidata idonea ai sensi dell'AGIA e nell'agosto 2008 firmò la legge di appalto per la costruzione e gestione di un gasdotto del valore di 30 miliardi di dollari per trasportare gas naturale dal North Slope agli Stati Uniti continentali attraverso il Canada.
A seguito degli elevati prezzi di gas e petrolio e della conseguente eccedenza nel bilancio governativo, Sarah Palin propose di dare agli abitanti dell'Alaska una carta di debito energetico di 100 dollari al mese e di concedere sussidi alle società di fornitura dell'energia elettrica per ridurre le tariffe applicate ai consumatori. Successivamente abbandonò la proposta della carta di debito e deliberò invece di eliminare l'imposta sul gas e di versare a ogni abitante dell'Alaska un assegno di 1200 dollari.
Sarah Palin espresse la propria opposizione all'inserimento degli orsi polari tra le specie protette, proponendo il suo inserimento fra le specie cacciabili nonostante il pericolo di estinzione della specie (l'Alaska ospita circa un quinto degli orsi polari esistenti).
In tema di cambiamenti climatici, Sarah Palin dichiarò di non attribuirne interamente la colpa alle attività umane, sottolineando tuttavia che ciò che conta è attivarsi per risolvere il problema. È stata così la prima governatrice statunitense a creare un gruppo ad hoc di consulenti specializzato in cambiamenti climatici e riduzione delle emissioni di gas a effetto serra in Alaska (Alaska Climate Change Sub-Cabinet” e l'Alaska Climate Change Strategy).
Nel 2010 Palin propose la cancellazione delle balene beluga dalla lista delle specie protette in Alaska nonostante siano state inserite a livello mondiale come animali in pericolo di estinzione; molti giornali hanno ipotizzato che dietro questa presa di posizione ci siano le compagnie petrolifere interessate allo sfruttamento dei "santuari delle balene" ora inaccessibili alle compagnie petrolifere.

### Politiche anti-aborto

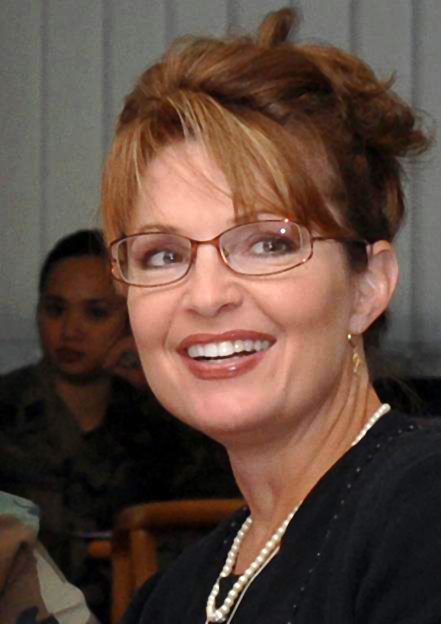
Sarah Palin

Palin è fortemente anti-abortista e appartiene al movimento femminista Feminists for Life. Tuttavia, nella sua legislazione non ha promosso alcuna legge anti-aborto ed è pro-contraccezione.
Sarah Palin ha dichiarato che nessuna donna dovrebbe dover scegliere tra la propria carriera, la propria istruzione e i propri figli: “Credo nella forza e nel potere delle donne e nel potenziale di ogni vita umana”. In particolare, ha dichiarato: “La legge del Paese è la legge del Paese. Possiamo parlare dell'aborto, ma non possiamo firmare nessuna legge che tolga l'autorità alla Corte Suprema degli Stati Uniti che ha pronunciato la sentenza sull'aborto” (il diritto all'aborto negli Stati Uniti discende dalla famosa sentenza Roe vs Wade).

### Pena di morte
È una ferma sostenitrice della pena di morte e si è più volte dichiarata favorevole ad essa per i reati di violenza e omicidio perpetrati contro bambini, oltre a tutti i casi per cui è prevista.

### Politiche lgbt
Palin ha dichiarato di essere contraria ai matrimoni gay, ma anche di avere amici gay e di essere sensibile alle questioni relative al mondo LGBT in materia di discriminazione. Dopo che la precedente amministrazione non aveva adottato le prestazioni di previdenza sociale per coppie dello stesso sesso, Sarah Palin diede applicazione a un ordine della Corte Suprema, trasformandole in legge. Nel 1998 l'Alaska era stato uno dei primi Stati americani a passare un divieto costituzionale sui matrimoni gay, insieme alle Hawaii. Sarah Palin dichiarò di essere a favore dell'emendamento costituzionale del 1998. Ciò nonostante, il primo veto di Sarah Palin fu utilizzato per bloccare una legge che avrebbe impedito allo Stato di versare prestazioni sanitarie e previdenziali ai partner di impiegati pubblici gay. Di fatto, il suo veto garantì tali prestazioni statali alle coppie dello stesso sesso. Sarah Palin inoltre dichiarò: “Non ho intenzione di giudicare nessuno. Né di indossare le mie opinioni personali, né di forzarle su nessuno. Ho rispetto per tutti gli abitanti dell'Alaska. E spero che ciò consentirà a tutti gli abitanti dell'Alaska di avere fiducia nella propria Governatrice. Il mio rispetto per ognuno sarà profondo e mi consentirà di non discriminare contro nessuno”.

### Politiche sociali

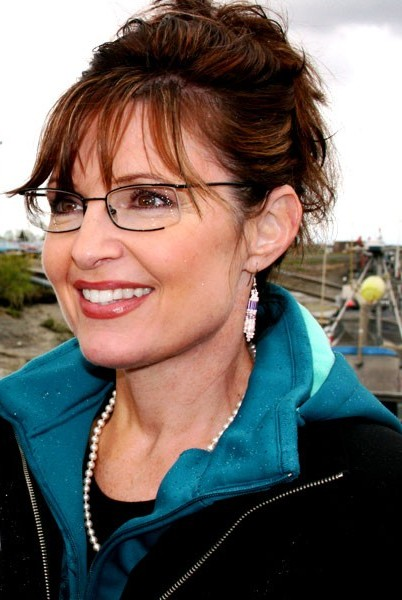
Sarah Palin

Nel periodo al governo dell'Alaska, Palin e la sua amministrazione rividero completamente il sistema di finanziamento dell'istruzione, destinando un maggior flusso di fondi ai distretti fuori Anchorage, la maggiore città dell'Alaska, dove i costi di trasporto e d'istruzione in comunità sparpagliate nel vasto stato sono maggiori e aumentando il finanziamento per alunno di 100 dollari, a 5.480 dollari nel 2009. Come parte di tale misura fu inoltre aumentato il finanziamento per alunni con bisogni speciali particolarmente onerosi da 26.900 dollari per studente nel 2008 a 73.840 dollari nell'esercizio fiscale 2011 e furono destinati altri 216 milioni di dollari al sistema di previdenza degli insegnanti, misure definite “un evento storico” da Carl Rose, il CEO dell'Association of Alaska School Boards.
Nell'ambito dei programmi per bambini e ragazzi con bisogni speciali, Sarah Palin ristrutturò il sistema scorporando l'Alaska ChalleNGe Youth Academy e aumentandone l'importo destinato a bilancio da 5.353.000 dollari a 6.082.100, portando così il totale per questa voce del bilancio, comprendente anche i finanziamenti a una struttura adibita all'accoglienza di ragazze madri, a 9.238.100 dollari, con un aumento complessivo del 12%.

## Politiche di bilancio
Nei primi giorni della sua amministrazione Sarah Palin ridusse notevolmente la spesa pubblica tramite la vendita del jet Westwind II acquistato (con un credito governativo) dall'amministrazione Murkowski, mettendolo in vendita su eBay per tre volte di seguito. Nell'agosto 2007 il jet fu venduto per 2,1 milioni di dollari ad un privato.
Nel giugno 2007 Sarah Palin firmò una legge per un bilancio d'esercizio di 6,6 miliardi di dollari, il più ampio nella storia dell'Alaska. Nel contempo utilizzò il suo potere di veto per effettuare il secondo maggiore taglio nel bilancio degli investimenti in infrastrutture nella storia dello Stato. I 237 milioni risparmiati rappresentarono oltre 300 progetti locali e ridussero il bilancio infrastrutturale a quasi 1,6 miliardi di dollari.
Sotto la guida di Sarah Palin, i fondi sollecitati allo stato federale per stanziamenti a scopo speciale tramite lobbisti (“earmarks”) furono ridotti dai 705 milioni di dollari del 2005 a 256 milioni nel 2008.
Al fine di promuovere la trasparenza nella conduzione della cosa pubblica, Sarah Palin mise il bilancio dello stato dell'Alaska su Internet, per la libera consultazione da parte del pubblico.

## Infrastrutture - “Bridge to nowhere”
Il progetto infrastrutturale soprannominato “Bridge to nowhere” (ponte verso il nulla) si riferisce alla progettazione e costruzione di un ponte che avrebbe unito l'isola di Gravina, contenente un piccolo aeroporto e 50 abitanti, alla comunità di Ketchikan. Il progetto era stato messo a punto dall'amministrazione di Frank Murkowski e i fondi erano stati richiesti al governo federale. Nella legge di bilancio 109-59 del 10 agosto 2005 il governo federale aveva stanziato 100 milioni di dollari all'anno dal 2005 al 2009 per il progetto.
Il progetto era stato osteggiato fortemente nel Congresso statunitense quale simbolo di spreco del denaro pubblico, in particolare dal Senatore John McCain. Quando i soldi stanziati per il ponte furono reindirizzati al soccorso delle vittime dell'uragano Katrina, il Senatore dell'Alaska Ted Stevens giunse fino a minacciare le dimissioni qualora il denaro non fosse stato inviato in Alaska. Sarah Palin aveva inizialmente appoggiato il progetto durante la sua campagna elettorale per il posto di Governatrice, ma dopo essere stata eletta (nel novembre 2006) modificò tale posizione alla luce della chiara opposizione al progetto tra la popolazione e bloccò il progetto (e i fondi federali) nel settembre 2007, opponendosi in generale alla pratica degli earmarks dichiarando: “Si può scegliere di essere proattivi e di partecipare ai cambiamenti positivi che si stanno verificando o si può decidere di combattere il nuovo sistema che si prospetta” (alludendo all'atteggiamento di Stevens). Palin incitò peraltro il Dipartimento dei trasporti a ricercare alternative “finanziariamente responsabili”, dichiarandosi comunque favorevole a creare un collegamento tra Gravina e Ketchikan.
Nel primo anno di legislatura, Sarah Palin ridusse la pratica degli earmarks dai 550 milioni dell'anno precedente a 200 milioni di dollari, suscitando le ire del senatore Ted Stevens, il quale dichiarò “è molto difficile al momento contrastare la sensazione che non rappresentiamo l'Alaska perché l'Alaska non vuole gli earmarks”.

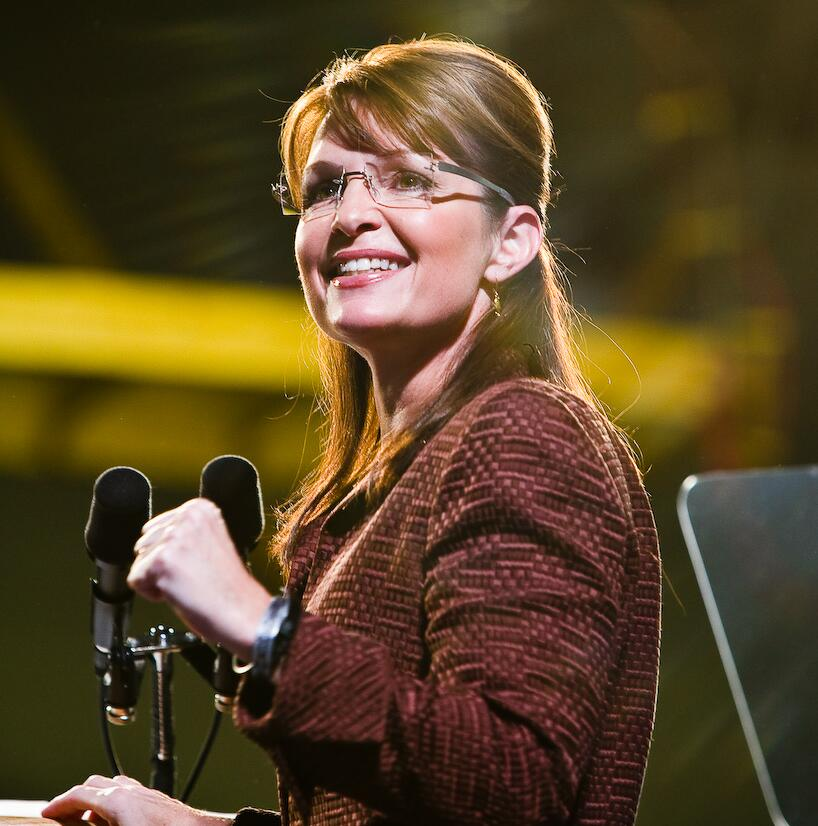
Sarah Palin a Dover, New Hampshire (ottobre 2008)

## Questioni giudiziarie - "Troopergate"
L'11 luglio 2008 la governatrice Palin esonerò Walter Monegan dalla carica di Commissioner of Public Safety ("commissario alla sicurezza pubblica"), offrendogli una posizione come direttore esecutivo dell'ente pubblico Alcoholic Beverage Control Board (comitato per il controllo delle bevande alcoliche), da questi rifiutato. Successivamente Monegan dichiarò di sospettare che il licenziamento fosse dovuto alla sua riluttanza a licenziare l'agente di polizia di stato (State Trooper) Mike Wooten, dichiarando di avere ricevuto pressioni in tal senso ma aggiungendo di non aver mai ricevuto una richiesta esplicita di licenziare Wooten.
Mike Wooten è l'ex-marito della sorella di Sarah Palin, Molly McCann, implicato in una battaglia di affidamento a seguito del divorzio, la cui causa è iniziata nell'aprile 2005 e che è diventato effettivo nel gennaio 2006 (da allora Wooten si è sposato e divorziato un'altra volta). Nel 2006, prima che Sarah Palin diventasse governatrice, Wooten era stato oggetto di un provvedimento disciplinare: il 27 aprile 2005 il dipartimento di polizia per cui Wooten lavorava aveva aperto un'indagine interna in merito a 13 atti o comportamenti illegali o in violazione del codice deontologico da parte dell'agente Wooten. L'indagine determinò che Wooten era colpevole di violazione dei regolamenti interni o della legge in undici casi e il 1º marzo 2006 condannò Wooten a dieci giorni di sospensione (poi ridotti a cinque per intervento del sindacato), per aver bevuto birra in servizio mentre guidava, aver illegalmente sparato a un alce senza licenza di caccia (con l'aggravante data dal fatto che lavorava nel dipartimento per le indagini dei reati contro la flora e la fauna), aver utilizzato un taser (arma a scarica elettrica) sul figliastro che all'epoca aveva 10 anni (atto ammesso dallo stesso Wooten e secondo questi effettuato “a fini educativi”). L'indagine esplorò anche l'accusa secondo cui Wooten aveva minacciato di uccidere il padre di Molly McCann (e di Sarah Palin) se avesse aiutato la figlia con un avvocato per la causa di divorzio. L'indagine determinò in particolare che le minacce erano effettivamente avvenute (malgrado il diniego di Wooten), ma che non comportavano reato in quanto non erano state rivolte in presenza del padre. Il provvedimento disciplinare era accompagnato da un avvertimento che in caso di recidiva o di atti o comportamenti analoghi l'agente Wooten sarebbe stato licenziato.
Malgrado la Costituzione dell'Alaska (art. 3, 25) attribuisca alla governatrice la piena facoltà di licenziare un commissario in qualsiasi momento per qualsivoglia motivo senza essere tenuto a fornire alcuna spiegazione, in un desiderio di apertura, onestà e trasparenza la governatrice Palin rilasciò una dichiarazione in una conferenza stampa del 13 agosto 2008 in cui espose i motivi del licenziamento di Monegan, specificando che non c'era alcuna correlazione con Wooten e affermando che Monegan era stato licenziato per mancato impegno nel raggiungimento di obiettivi fondamentali (numerosi posti di lavoro per agenti di polizia lasciati vacanti malgrado la necessità di una forza di polizia pienamente funzionale, insufficiente perseguimento degli obiettivi relativi agli abusi di bevande alcoliche, in particolare contrabbando di bevande alcoliche in aree rurali, assenza di spirito di squadra, con dichiarazioni della necessità di aumento dei finanziamenti pur avendo concordato in commissione tagli di bilancio). Palin inoltre confermò che vi furono circa due dozzine di contatti con il Dipartimento di pubblica sicurezza da parte di membri della sua amministrazione, dichiarando tuttavia di esserne stata del tutto ignara e che Monegan stesso non l'aveva mai informata di eventuali pressioni tese a licenziare Wooten. Sarah Palin mise altresì a disposizione una registrazione di una telefonata del 29 febbraio 2008 effettuata da un membro della sua amministrazione, Frank Bailey in cui Bailey parlava senza mezzi termini di Wooten e dello stupore della famiglia Palin in merito al fatto che l'agente di polizia fosse ancora in servizio, esprimendo la preoccupazione che il mancato intervento nei suoi confronti malgrado gli atti recidivi fosse dovuto alla parentela con la governatrice Palin e la preoccupazione che la governatrice Palin potesse essere ritenuta responsabile di coinvolgimento in favoritismo. Sarah Palin si dichiarò totalmente ignara di tale telefonata. Bailey confermò di avere effettuato la telefonata a insaputa della governatrice Palin e senza che gli fosse mai stato richiesto né suggerito e fu sospeso per avere agito al di fuori del suo ambito di competenza come Director of Boards and Commissions.
Nell'agosto 2008 fu aperta un'inchiesta ufficiale in Alaska da parte del Consiglio legislativo (Legislative Council) per possibile abuso di potere. I responsabili dell'inchiesta riconobbero che “Monegan e altri commissari servono “at will”, ossia che possono essere licenziati da Palin in qualsiasi momento”. L'inchiesta fu diretta dal senatore democratico del Senato dell'Alaska Hollis French, che fece sapere che Palin aveva cooperato e non fu pertanto necessario alcun mandato di comparizione. In seguito alla candidatura di Sarah Palin alla vice-presidenza, il senatore French rilasciò interviste alla stampa giudicate faziose e diffamatorie (dichiarando che il rapporto dell'indagine avrebbe costituito una “sorpresa di ottobre” “probabilmente dannosa per l'amministrazione” e che la governatrice Palin “aveva un problema di credibilità”) e ne fu richiesta la sostituzione con personale “professionale, imparziale, indipendente, obiettivo e condotta al di fuori del processo politico come stabilito dal Consiglio legislativo il 28 luglio 2008” dal repubblicano John Coghill. Fu altresì evidenziato che il senatore democratico French, insieme ad altri due senatori democratici responsabili dell'inchiesta, aveva preso parte nel mese di luglio a un evento organizzato presso la sede di Barack Obama in Alaska in suo supporto. [Video, Fox News, 10 settembre 2008.] La richiesta fu tuttavia respinta dal capo del Consiglio legislativo, il senatore democratico Kim Elton, e l'indagine proseguì.
Wooten e il suo sindacato accusarono inoltre la governatrice Palin di aver impropriamente divulgato documenti confidenziali relativi al suo impiego nell'ambito della causa di divorzio. Tuttavia, l'avvocato di McCann presentò un documento firmato dallo stesso Wooten che dimostra che Wooten aveva autorizzato la diffusione di tali informazioni tramite le normali procedure di divulgazione. Wooten citò inoltre Palin per diffusione dei suoi documenti confidenziali a personale non autorizzato dell'amministrazione, ma il personale in questione smentì categoricamente nella deposizione rilasciata nell'ambito dell'inchiesta. In seguito alla candidatura alla vice-presidenza di Sarah Palin, Wooten ricevette offerte di trentamila dollari per interviste con la stampa scandalistica, nonché offerte dalla campagna elettorale del senatore Barack Obama, e accettò un'intervista con la CNN.
Il 10 ottobre 2008 Stephen Branchflower, ex pubblico ministero in pensione incaricato dal Consiglio legislativo di condurre l'indagine, pubblicò il rapporto investigativo. Quest'ultimo determina che il licenziamento di Monegan costituì un “appropriato e legale esercizio dell'autorità costituzionale e statutaria della Governatrice Palin di assumere e licenziare i capi di dipartimento del ramo esecutivo”. Il rapporto avanza l'opinione che Sarah Palin ha violato il codice etico dell'Alaska per “inazione”, ossia per non aver impedito al marito Todd Palin di “contattare impiegati pubblici” in merito all'agente Wooten. Todd Palin fu convocato a comparire da Branchflower durante l'indagine e rilasciò una dichiarazione scritta in risposta alla convocazione, di cui Branchflower tuttavia decise di non tenere conto nel suo rapporto adducendo a motivazione i tempi brevi previsti dall'indagine per la consegna del rapporto. La questione rimase tuttavia aperta, poiché il rapporto non ha alcun valore giuridico in merito a un'eventuale violazione del codice etico (di norma legata strettamente a un vantaggio finanziario, non emerso in questo caso). L'unico organo che ha giurisdizione per determinare se vi è stata violazione del codice etico è il Personnel Board, presso cui Sarah Palin ha citato se stessa il 3 settembre 2008 facendo così avviare un'indagine parallela.

## Il caso Giffords
Dopo l'approvazione della riforma sanitaria del presidente Barack Obama, Palin pubblicò sul suo sito web una lista di politici che riteneva necessario eliminare politicamente, fra cui Gabrielle Giffords, deputata democratica al Congresso, che aveva contribuito a scrivere la riforma.
L'8 gennaio 2011 la Giffords fu ferita gravemente da un attentatore che le sparò alla testa e fu costretta a dimettersi dal suo incarico al Congresso per dedicarsi completamente alla riabilitazione, per recuperare le funzionalità motorie e l'uso della parola.
A seguito di ciò Sarah Palin fu accusata di fomentare comportamenti violenti per un semplice tornaconto elettorale e costretta a rimuovere la lista dal suo sito.

## Libri
A novembre 2009 è uscita negli USA l'autobiografia di Sarah Palin, intitolata Going Rogue: An American Life, che ha subito riscosso un notevole successo di vendite (300 mila copie il primo giorno, un milione entro le prime due settimane). Palin ha pubblicizzato il libro in molti talk show americani (compreso quello di Oprah Winfrey), evitando però di andare al David Letterman Show, a cui non ha ancora perdonato una battuta sulla propria figlia del settembre 2009 e soprattutto la rubrica "Things more fun than reading Sarah Palin's Memoir" con la quale David Letterman fa della satira sull'ex governatrice dell'Alaska.

## Impatto sulla cultura di massa
Nel video musicale di We Made You del cantante Eminem figura una parodia di Sarah Palin, interpretata dall'attrice pornografica Lisa Ann, che aveva già impersonato Serra Paylin (personaggio parodia di Sarah Palin) in diversi film pornografici, tra cui Who's Nailin' Paylin?.

### Trascrizioni
- Trascrizioni (in italiano) dei dibattiti presidenziali e vicepresidenziali USA, su documentazione.altervista.org.